# アリュゼイア
アリュゼイア（古希: Ἀλύζεια, Alyzeia）あるいはアリュジア（古希: Ἀλυζια, Alyzia）は、古代ギリシアのアカルナニア地方の都市である。アリュゼイアは西海岸の都市で、地理学者ストラボンによると海岸から約15スタディオン（2.7キロ）離れたところに位置し、海に面した場所にヘラクレスに捧げられた港と聖域があった。聖域にはヘラクレスの12の難行を表した彫刻家リュシッポスの作品が複数存在したが、無人の場所にはふさわしくないとして、ローマ時代に将軍の誰かがローマに運び去った。アリュゼイアの遺跡は今でもカンディリ（Kandili）の谷で見ることができる。古代の廃墟とカンディリ湾、レウカスまでの距離は、キケロがアリュゼイアとレウカスの距離に割り当てた120スタディオンに対応している。神話によると、都市の名前はイカリオスがアカルナニア地方に亡命している間にもうけた息子アリュゼウスにちなむという。都市について最初に言及したのはトゥキュディデスである。前375年、アリュゼイアの近海でティモテウス指揮下のアテナイとニコロコス指揮下のスパルタが戦った。『偽スキュラクスのペリプルス』から、アリュゼイアの真向かいにある島は、カルノス島（現代のカラモス島）と呼ばれていることがわかっている。アリュゼイアの遺跡は現代のカンディラの近くにある。